# Луций Невий Сурдин
Луций Невий Сурдин (на латински: Lucius Naevius Surdinus) е политик и сенатор на ранната Римска империя.
Неговият баща е претор peregrinus.
През 30 г. Луций Невий Сурдин e суфектконсул заедно с Гай Касий Лонгин.